# 灰斑鶲

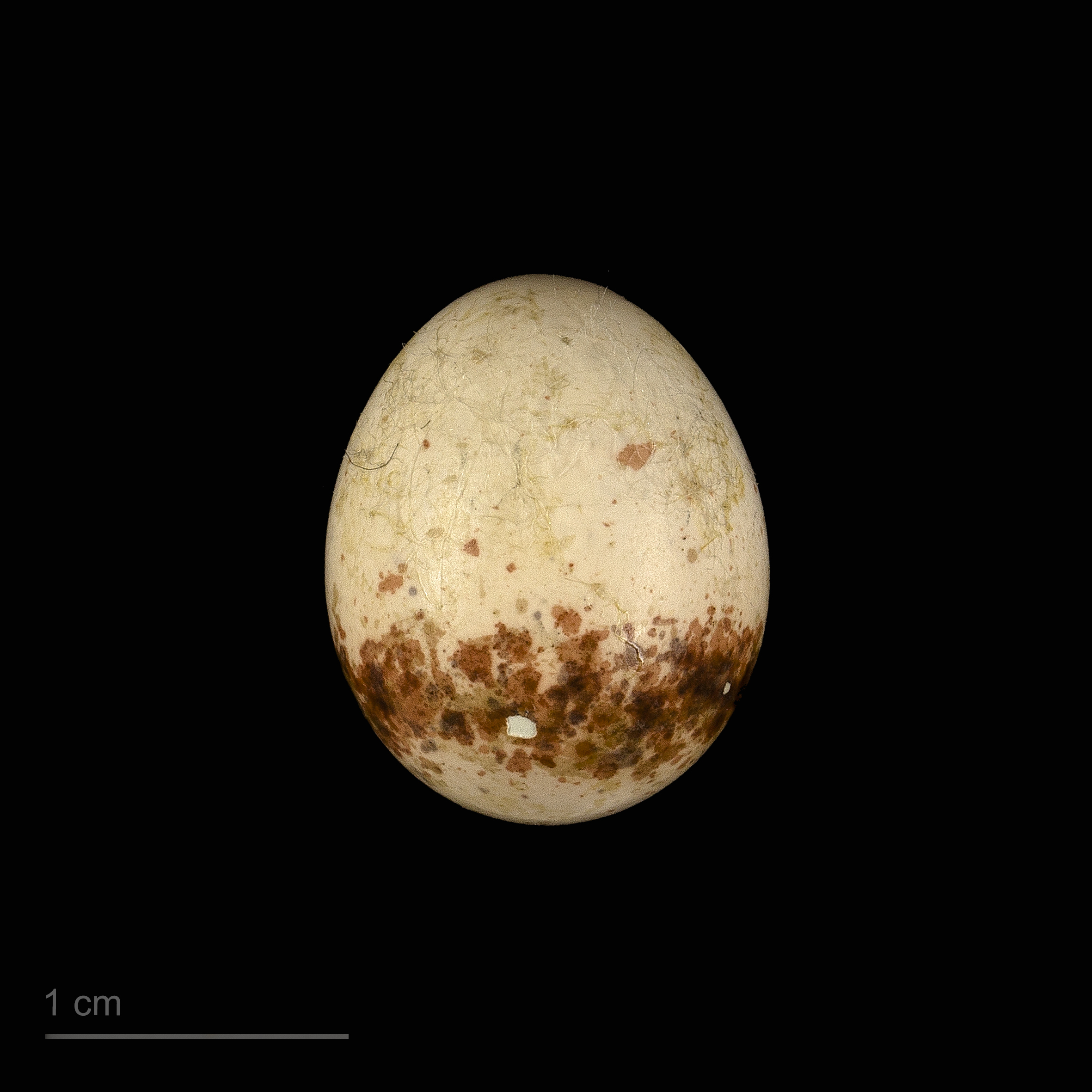
卵 Muscicapa griseisticta

灰斑鶲（学名：Muscicapa griseisticta）是一種小型雀形目的鳥類，屬於舊世界鶲科的鶲屬（Muscicapa），主要繁殖於古北界東部。這個物種於1861年由斯文豪首次描述。
這種鳥體型纖細，翅膀較長，體長約13到15厘米。其上身主要為灰褐色，下身為白色，胸部和側腹有明顯的灰色條紋。翅膀上有一條狹窄的白色帶，喙與眼睛之間有一塊淡色斑點。喙和腳為黑色，眼睛較大，並有一圈白色眼圈。成年雄鳥和雌鳥外觀相似，但幼鳥上身有白斑和深色鱗狀紋。
灰斑鶲繁殖於中國東北、北韓以及西伯利亞東南部的廣大針葉林，包括庫頁島和堪察加半島。在春秋季，它會遷徙經過中國東部和南部、南韓、日本及台灣。冬季時，牠出現在婆羅洲、菲律賓、帛琉、印尼東部和新幾內亞的森林、森林邊緣及散佈有樹木的開闊地區。牠也是迷鳥，曾在新加坡、越南、阿拉斯加和澳大利亞被觀察到。
在中国大陆，分布于内蒙古、东北、河北、甘肃、山东、安徽、江苏、福建、广东、广西、四川等地。该物种的模式产地在福建。
它常棲息在開闊處，等待飛過的昆蟲，然後飛行約20米捕捉昆蟲，再返回其棲木進食。